# Norwegia na Zimowej Uniwersjadzie 2011
Norweska reprezentacja na Zimowej Uniwersjadzie 2011 w Erzurum liczy 8 sportowców, w tym 7 mężczyzn i 1 kobietę.  Reprezentacja Norwegii ma swoich przedstawicieli w 3 spośród wszystkich 11 sportów.

## Reprezentacja

### Curling

#### Mężczyźni
- Frode Tobias Bjerke
- Hans Roger Toemmervold
- Steffen Walstad
- Markus Snoeve Hoeiberg

### Kombinacja norweska

#### Mężczyźni
- Sturla Sandoey
- Morten Aleksander Enger
- Lars Enger

### Narciarstwo alpejskie

#### Kobiety
- Ida Dillingoen